# Palacio de Congresos de Oviedo
De Palacio de Congresos de Oviedo of voluit Palacio de Exposiciones y Congresos Ciudad de Oviedo, is een tentoonstellings- en congresruimte in de Spaanse stad Oviedo. Het is een ontwerp van de architect Santiago Calatrava en staat op de plaats van het voormalige voetbalstadion Carlos Tartiere.
Het gebouw bestaat uit een grote centrale koepel dat als het ware wordt omarmd door drie grote en hoge langwerpige elementen.
Het expositie- en conferentiecomplex telt drie verdiepingen. Op het straatniveau bevinden zich de vergaderzalen en een tentoonstellingsruimte. Er zijn diverse kleinere zalen en een grote zaal van 4500 m² en 2500 zitplaatsen. Dit deel van het complex wordt bedekt door een 45 meter hoge witte stalen koepel.
In de gebouwen die aan deze hoofdconstructie zijn bevestigd, zijn kantoren gevestigd, een hotel met 150 kamers, een overdekt winkelcentrum en een grote parkeerruimte voor 2100 voertuigen.
Het "U"-vormige gebouw dat het conferentiecomplex aan drie zijden omsluit, wordt ondersteund door een complex ontwerp van stalen frames. De frames brengen het geheel tot zo'n 30 meter boven het straatniveau. Hier zijn kantoren in gevestigd. Onder elk portaal zit in het midden een functionele kern met liften voor de toegankelijkheid.
In maart 2003 begon men met de sloop van het oude voetbalstadion en in oktober 2004 werd een aanvang gemaakt met de funderingswerkzaamheden. Het gehele complex werd in fasen gebouw en opgeleverd. In mei 2011 was de bouw gereed en werd het gehele complex officieel geopend. De bouwkosten waren opgelopen tot 360 miljoen euro, dit was zo'n vijfmaal meer dan begroot.

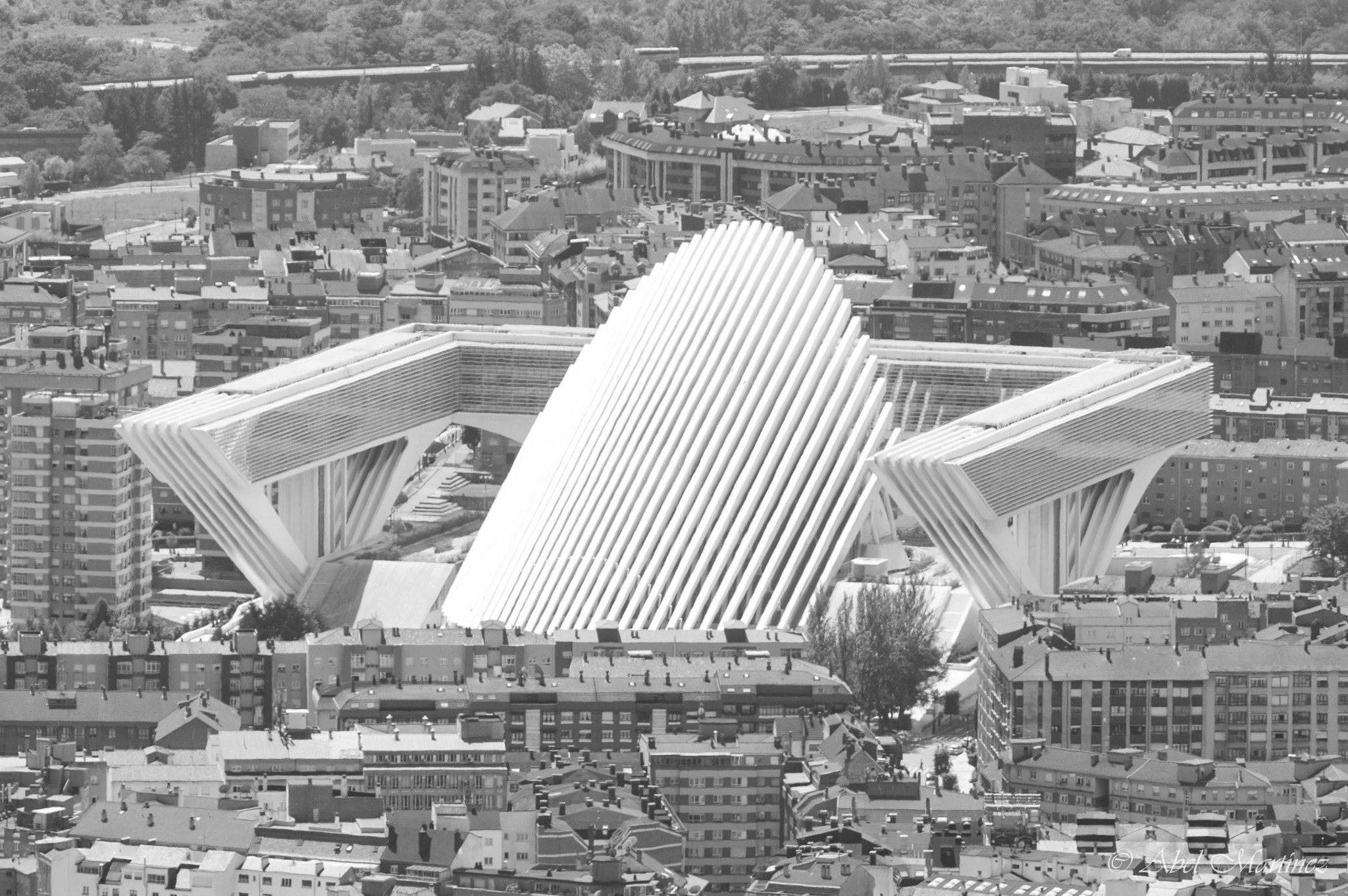
Zicht van verre
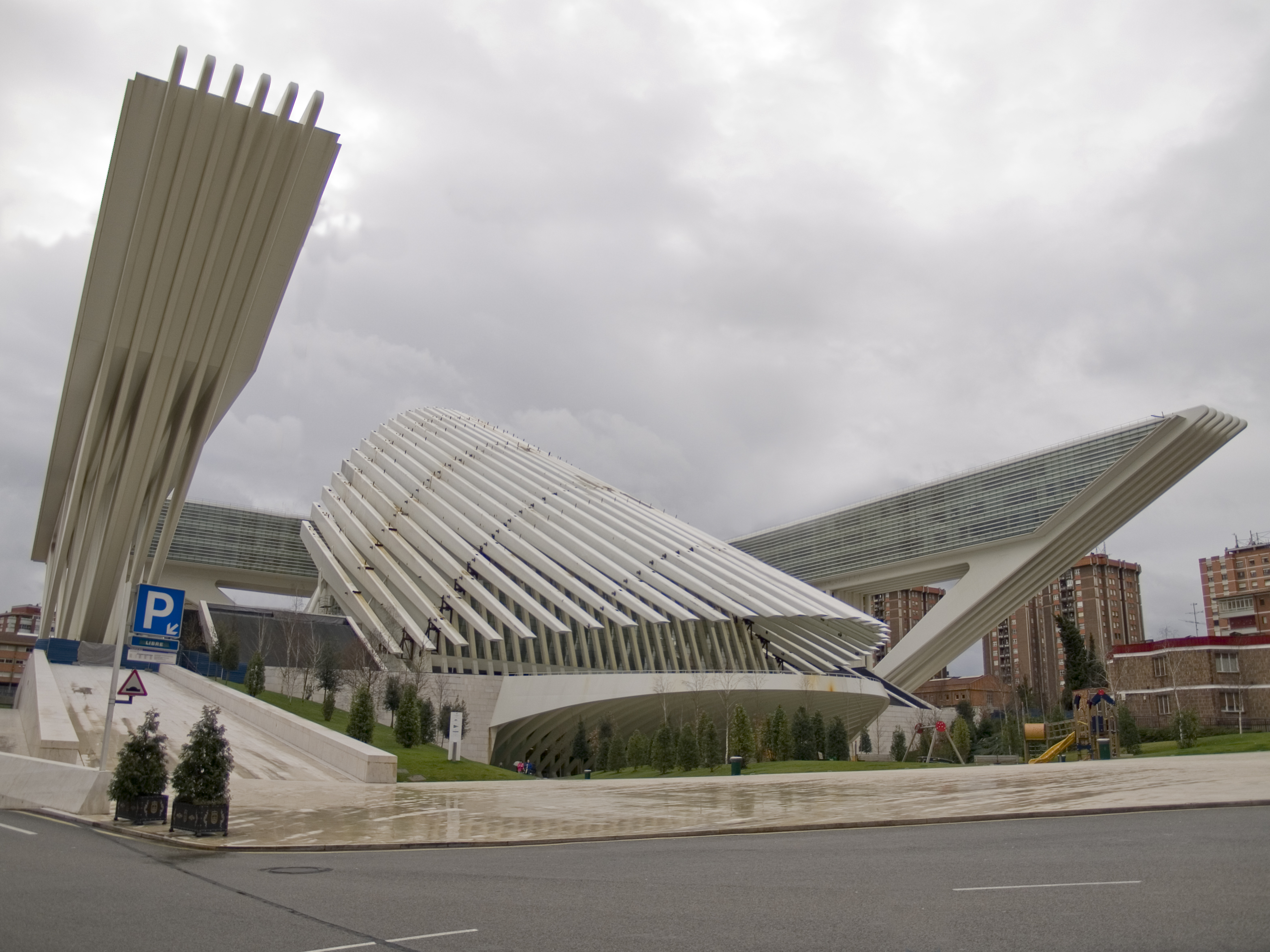
Close up
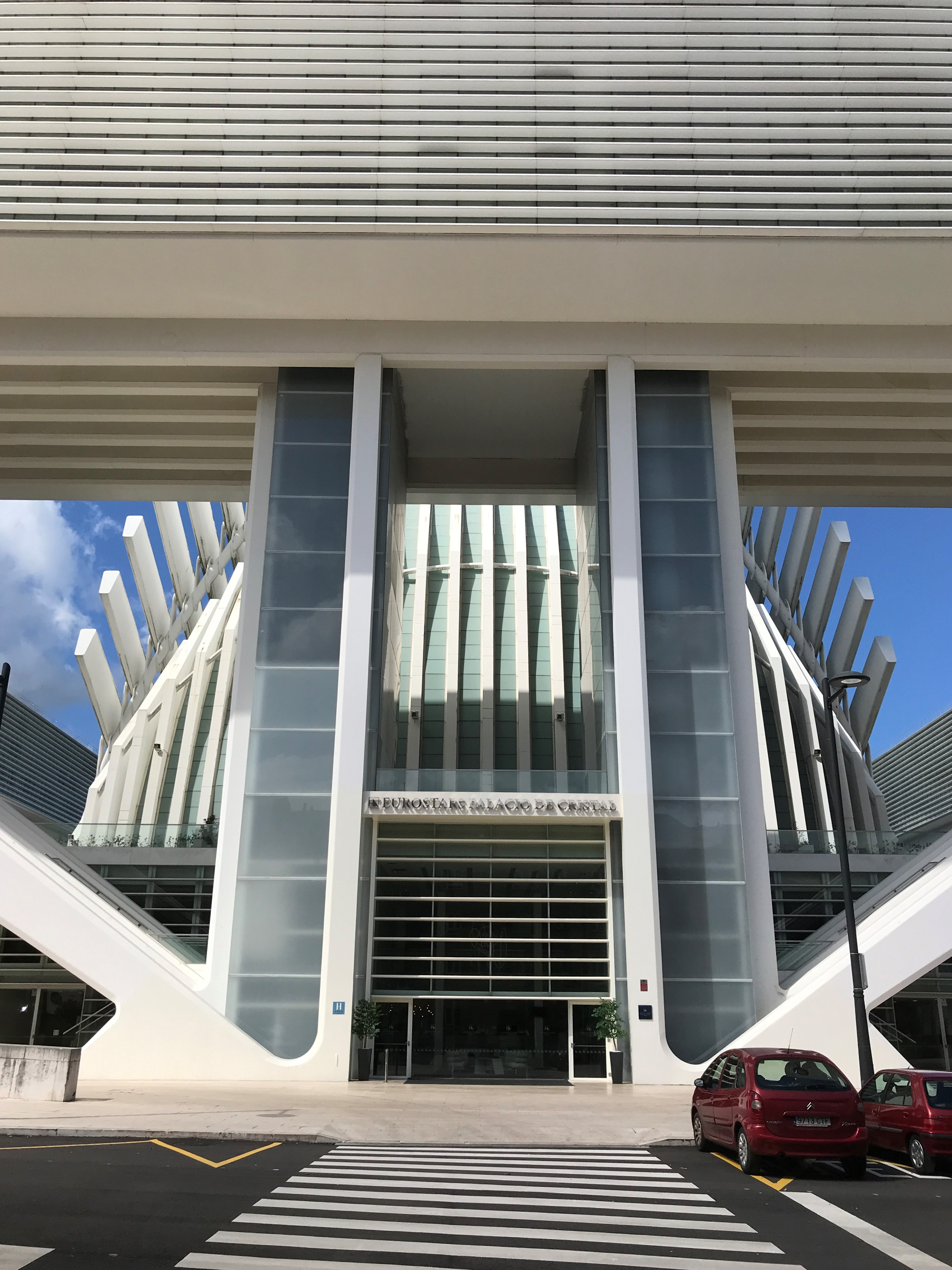
De ingang van het hotel
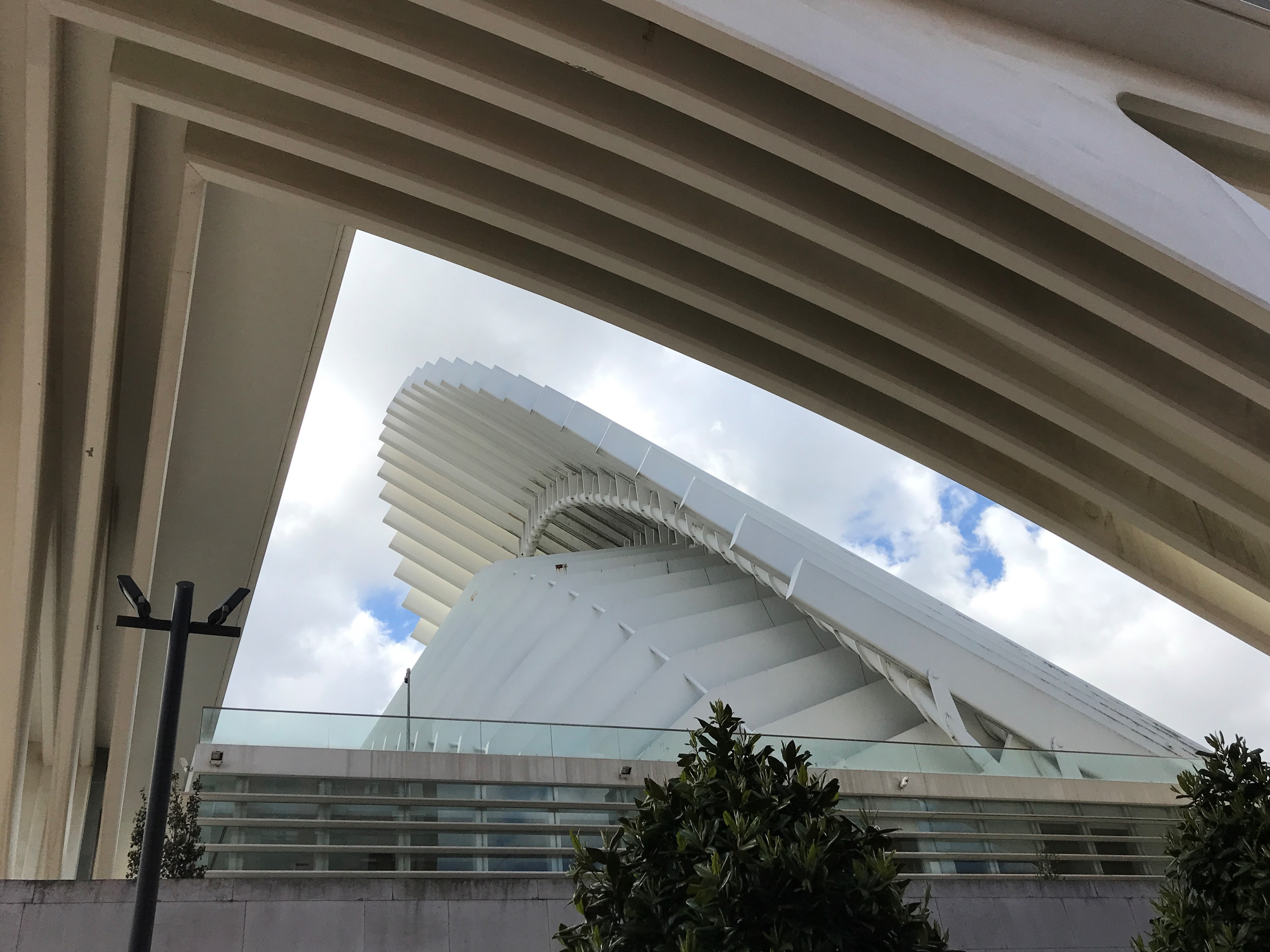
De koepel gezien door de U-vormige omarming
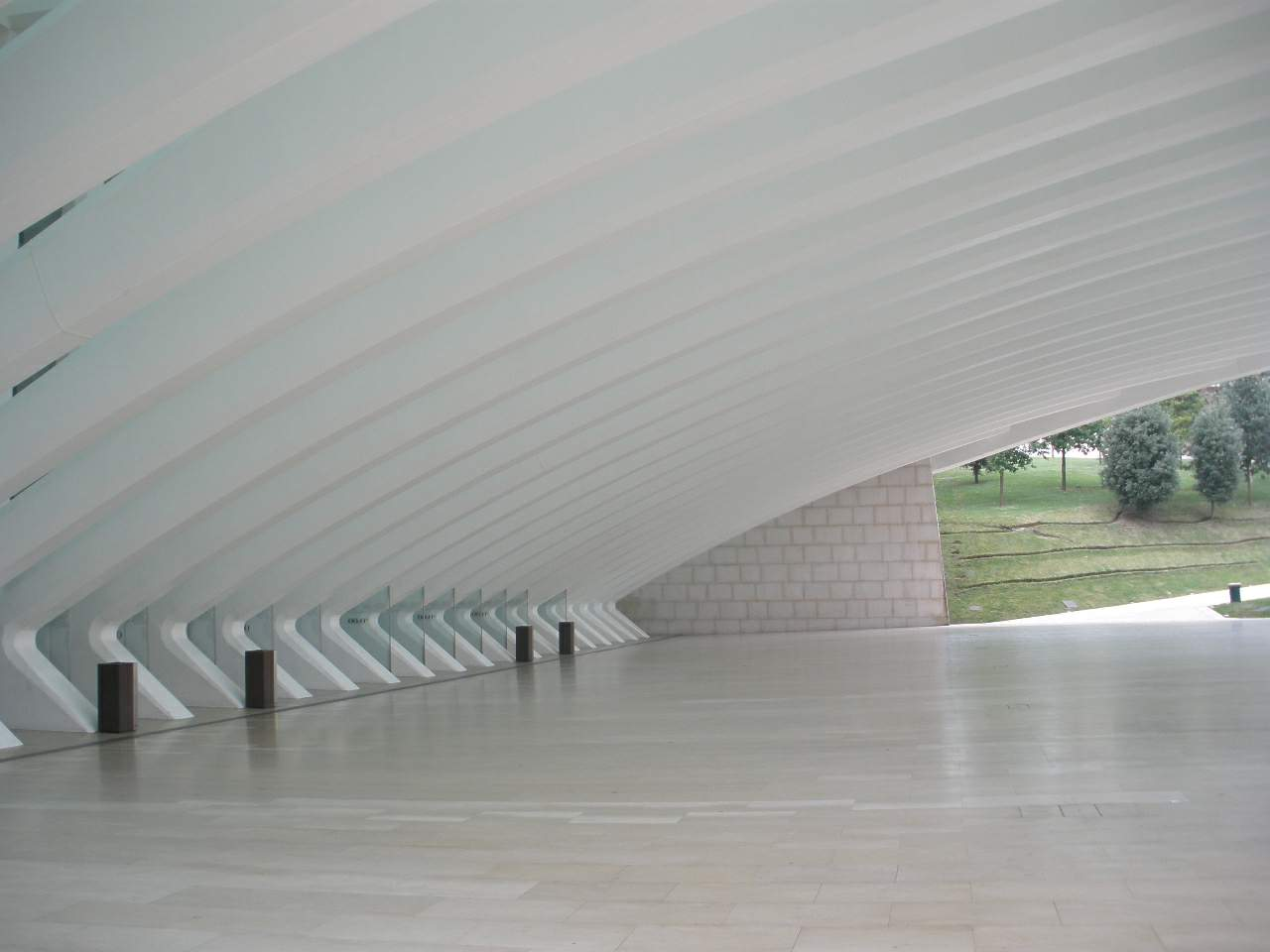